# Rag Doll
«Rag Doll» es una canción por la banda de Hard rock estadounidense Aerosmith. Del año 1987, del álbum Permanent Vacation. Este fue el último sencillo en lanzarse del álbum en 1988. Fue escrita por Steven Tyler, Joe Perry, Jim Vallance y Holly Knight.

## Canción original
La letra de la canción fue escrita principalmente por Tyler, Vallance y Perry originario el riff de guitarra, y Vallance escribir la línea de bajo. La canción fue originalmente titulado "Rag Time", pero a John Kalodner no le gustó, así que Holly Knight fue llamado para ayudar a cambiar esa letra. Sugirió "Rag Doll", que era en realidad otro título que Steven y Jim habían pensado, pero Holly terminó obteniendo créditos sólo para dos palabras. Steven se horrorizó al respecto y se quejaba a menudo a su gerente.

## Rendimiento gráfico
Alcanzó la posición # 17 en la Billboard Hot 100, # 12 en la Mainstream Rock Tracks tabla, y # 42 en las listas británicas. 

## Video musical
El video destellos de ida y vuelta entre un concierto de Aerosmith en el Freedom Hall en Johnson City, TN y la banda hacia abajo en las calles de Nueva Orleans, Luisiana. En los últimos momentos Steven Tyler está conduciendo por la calle Hamilton en Johnson City en un viejo Shelby Cobra.